# Ras Sidi Ali al-Makki

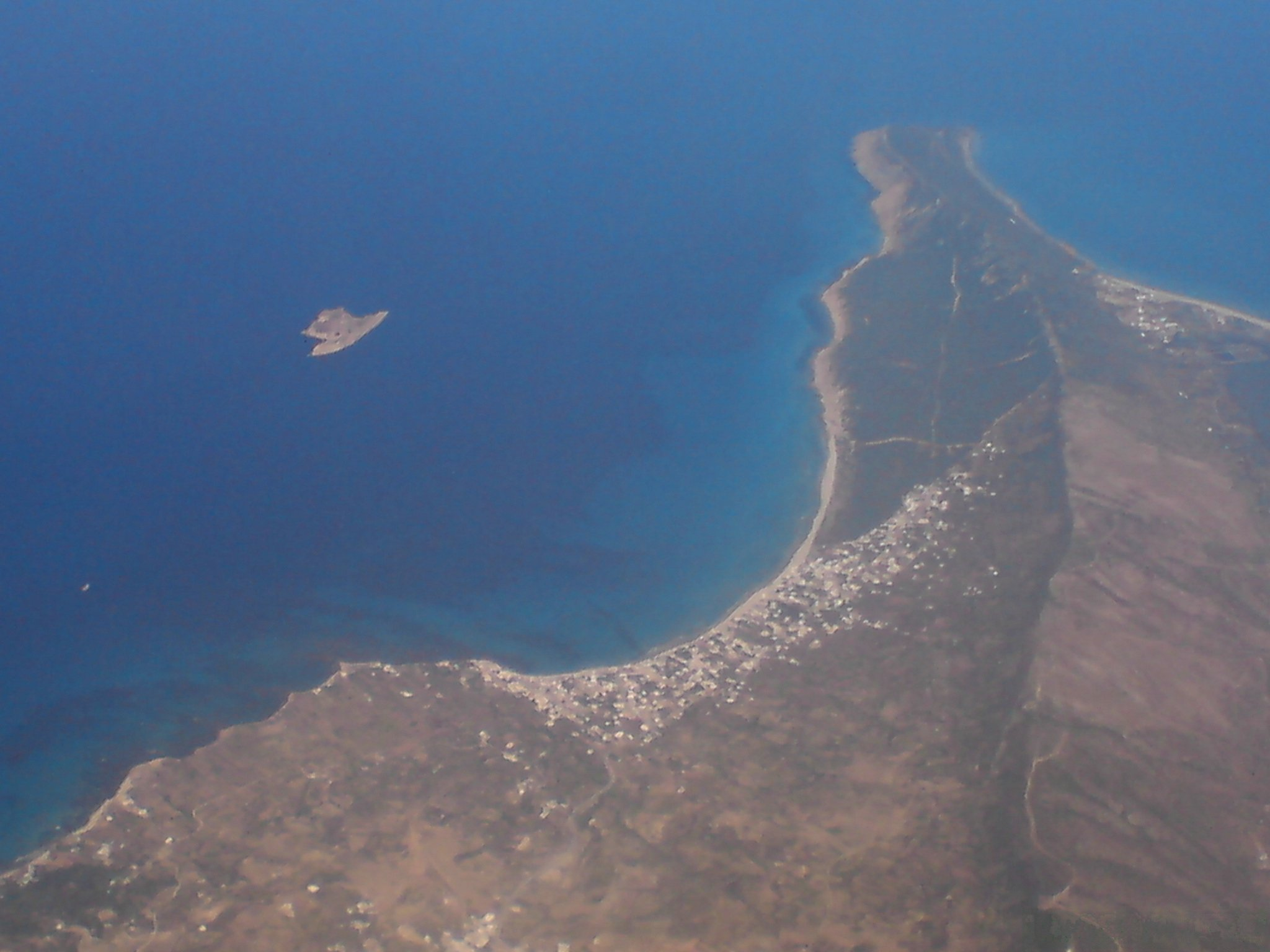
Raf Raf, illa Bilou i Ras Sidi Ali al-Maki

Ras Sidi Ali al-Makki o Ras Sidi Ali El Mekki (àrab: رأس سيدي علي المكي, Raʾs Sīdī ʿAlī al-Makkī, o رأس غار الملح, Raʾs Ḡār al-Milḥ, o رأس الطرف, Raʾs aṭ-Ṭarf) és un cap de la costa nord de Tunísia, situat prop de la península de Raf Raf i uns 25 km al nord-est de Kalaât El Andalous. Té, enfront, l'illa Bilou i l'ile Plane. La seva platja és excel·lent. El petit poble de pescadors actual de Sidi Ali El Mekki va tenir certa importància al segle xvii quan el bei va pensar convertir-lo en base naval. El cap fou conegut tota l'edat mitjana com a Cap Farina.